# Abdallah Yaisien
Abdallah Yaisien (en arabe : عبدالله ياسين), né le 23 avril 1994 à Bondy en Seine-Saint-Denis, est un footballeur professionnel français qui évolue au poste de milieu de terrain.
Il joue pour Al Mokawloon en Premier League égyptienne.

## Biographie

### Carrière en club

#### Formation au Paris-Saint Germain
Né le 23 avril 1994 à Bondy, en France, d'un père égyptien originaire d'Al Ahly, le jeune Abdallah commence à pratiquer le football en région parisienne avant de rejoindre le centre de formation du Paris Saint-Germain à l'âge de 13 ans. Trois ans plus tard, à 16 ans à peine, il signe son premier contrat professionnel. En juin 2009, il est finaliste de la Coupe Nationale des 14 ans avec la sélection de la Ligue de Paris-Île-de-France. 
Après plusieurs saisons à jouer en U19 ou en réserve, et auteur d'une belle Coupe du monde de football des moins de 17 ans au Mexique, Abdallah fait le choix de quitter son club formateur à la fin de son contrat. Il regrettera notamment de ne pas avoir été plus considéré par Carlo Ancelotti.

#### Passage raté en Italie
Précédé par une bonne réputation, Yaisien rejoint librement le Bologne FC à l'été 2013. Après plusieurs apparitions sur le banc, il fera ses débuts professionnels lors d'une défaite en Coupe d'Italie face au modeste club de l'ACN Sienne.
Peu utilisé, il est prêté à Trapani Calcio lors du mercato hivernal. Alors qu'il pensait être plus utilisé, il n'en fut rien. Il ne disputa que deux fins de matchs de Serie B sur l'ensemble de ce prêt. 
Son prêt suivant, à Arezzo, est plus réussi mais ne convainc pas Bologne de le conserver. Il quitte donc l'Italie sans avoir joué le moindre match de Serie A. 

#### Relance en France
Après quelques mois d'inactivités, Abdallah revient en France et signe un contrat de 4 ans avec le FC Lorient. Intégré à l'équipe réserve dans un premier temps, il participa à une trentaine de matchs de CFA en l'espace d'une saison et demi.
A l'été 2017 le Paris Saint-Germain lui propose de revenir pour jouer en réserve et servir de "grand-frère" aux jeunes joueurs intégrant la réserve, comme Kévin Rimane pouvait le faire par exemple. Il restera deux saisons, participera à 53 matchs et marquera 8 buts avant de voir l'équipe réserve supprimée.

#### Arrivée en Égypte
À l'été 2019, il signe à Al Mokawloon, en Égypte, au pays de son père et devient titulaire régulier de son équipe.

### Carrière Internationale
Après avoir représenté la France en équipes de jeunes, Yaisien souhaiterait porter le maillot de l'équipe d'Égypte de football.